# هتنسهاوزن
هتنسهاوزن (به آلمانی: Hettenshausen) یک شهر در آلمان است که در بایرن واقع شده‌است.

## خصوصیات
هتنسهاوزن ۱۸٫۵۹ کیلومترمربع مساحت دارد ۴۳۵ متر بالاتر از سطح دریا واقع شده‌است.